# Nora község
Nora község (svédül: Nora kommun) Svédország 290 községének egyike. 
A mai község 1971-ben jött létre.

## Települései
A községben 9 település található:
| Település    | Népesség | Megjegyzés         |
| ------------ | -------- | ------------------ |
| Nora         |          | a község székhelye |
| Gyttorp      |          |                    |
| Järnboås     |          |                    |
| Dalkarlsberg |          |                    |
| Nyhyttan     |          |                    |
| Pershyttan   |          |                    |
| Striberg     |          |                    |
| Vikersvik    |          |                    |
| Ås           |          |                    |

### Külső hivatkozások
- Hivatalos honlap